# Imposture
Pour les articles homonymes, voir Imposture (homonymie).
Une imposture est l'action délibérée de se faire passer pour ce qu'on n'est pas (quand on est un imposteur), ou de faire passer une chose pour ce qu'elle n'est pas (supercherie, mystification, escroquerie, voire canular). La nature d'une chose ou l'identité d'une personne se révèle en définitive différente de ce qu'elle laissait paraître ou croire. C'est une forme de tromperie.

## Étymologie, polysémie, problématique
Ce mot provient du latin imponere : « abuser quelqu'un », et ne donne pas naissance, en français, tout comme le mot « supercherie », à un verbe : on dit en revanche, « abuser », « mystifier », « tromper », « escroquer », etc., suivant les contextes.
Il existe de nombreuses formes d'impostures. Ce mot a une connotation négative, voire insultante, surtout en sa forme adjectivale, « imposteur ». Dans l'ordre du discours, on « dénonce » une imposture (et/ou l'imposteur, auteur de la tromperie), ce qui revient à en démonter les mécanismes, à lever le voile.
Son utilisation en tant que mode de manipulation peut être anodine et limitée, mais obéit aussi dans certains cas à des desseins d'escroquerie ou de propagande.
L'imposture soulève de nombreuses problématiques : sociologique (la « comédie humaine »), psychologique (crise identitaire, sentiment d'imposture), philosophique, politique, etc.
Elle caractérise de façon quasi anthropologique la plupart des faits ou actions humaines : les simulacres mis en place (masques, phénomènes illusifs, discours invérifiables, etc.) participent d'un jeu continuel, celui de la représentation, un jeu organisé et parfois inconscient, qui oppose ou confond vérité et mensonge, profane et sacré (voir les analyses de René Girard[Où ?] et Jean Baudrillard (Simulacres et Simulation)). Ainsi, dans les années 1980, les nouveaux romanciers ont publié des autobiographies qui, tout en autorisant une lecture référentielle de leurs œuvres, constituent des « impostures de la conscience et des dissimulations de l'inconscient ».
D'autres penseurs comme Guy Debord, constatant que puisque « tout ce qui était directement vécu s'est éloigné dans la représentation », à l'heure de la « société du spectacle généralisé », il convient désormais de rassembler les « conditions du vrai ». La vision « postmoderne » du monde actuel renverrait donc notre système à une vaste imposture, vision en définitive assez proche de celle des gnostiques aux premiers siècles de notre ère, par exemple.
Mais l'imposture, en tant que discours construit ou scénario prémédité, peut aussi être vue comme un mensonge parfois nécessaire, voire indispensable, lorsqu'elle permet de maintenir la cohésion sociale d'un groupe, ou simplement la survie d'un individu en tant qu'acteur social.
Certains psychologues (par exemple, Donald Winnicott[Où ?]) suggèrent la nécessité de « l'invention de soi » : se constituer en tant qu'individu relève d'une conviction progressive à géométrie variable, d'une fictionalisation du Moi, tant que le regard des autres valide ou accrédite nos actes. L'imposteur n'existe que parce que les autres ferment les yeux, se taisent ou en jouent.

## Typologie

### Imposture et histoire
Le cas des « prétendants » : au cours des époques passées, de nombreux individus sont apparus sur la scène publique, prétendant être une personnalité connue et que l'on pensait décédée. Il y eut ainsi de nombreux Louis XVII à l'issue de la Révolution française, mais aussi de faux Dimitri à la mort du tsar Ivan IV dit le Terrible, sans parler des nombreuses prétendues « princesses Anastasia ».
Le cas des « substitutions » : de nombreuses personnalités ayant marqué l'Histoire sont entourées d'un halo de mystères quant à leur parcours biographique, plus précisément au moment où leur notoriété s'affirme ou à l'instant de leur mort. Citons l'homme au « Masque de fer » (un héritier de Louis XIII, écarté par Mazarin ?), ou plus près de nous, Paul McCartney[Quoi ?]. Cette ambiguïté repose sur des lacunes documentaires, des rumeurs ou légendes, des coïncidences, des faits troublants ou des témoignages contradictoires, et bien souvent le résultat d'imposture (récits fabriqués). La question de l'identité de Jeanne d'Arc, dont bien des détails de la vie restent nécessairement obscurs (par exemple, son entretien avec Charles VII de France), pose un problème pour certains historiens. Les conditions particulières de son exécution (visage voilé, corps placé en hauteur et à distance de la foule) suggèrent entre autres qu'elle ne serait pas montée sur le bûcher mais remplacée par une autre victime.
On appelle parfois « imposture historique », tel événement ou période enseignés par l'Histoire (récit officiel) et qui s'avère après un temps donné, de recherche ou de témoignage validé, ou suivant les circonstances, totalement ou en partie fausse. Les exemples de manipulations de faits et documents historiques sont nombreux et parfois contemporains (situation politique de type dictatorial ou simplement autoritaire).

### Imposture et autorité
Des écrivains comme Maurras ou Bernanos ont fait remarquer que l'imposture est souvent utilisée pour masquer ce qui apparaîtrait sinon comme une illégitimité, surtout dans un cadre politique. L'exemple qu'ils donnaient était celui du sacre de Napoléon, dont la pompe était censée faire oublier les origines modestes de l'Empereur. Au XXe siècle, le Shah d'Iran organisera les prestigieuses fêtes de Persépolis célébrant « 2 500 ans de monarchie ininterrompue » alors que sa propre dynastie se limite à deux générations. Le conte de Perrault, Le Chat botté, enseigne aux enfants qu'un titre imaginaire (ici, celui de marquis de Carabas) peut s'avérer utile même quand rien ne le fonde. La pièce de Jules Romains, Knock, reprendra cette idée, tandis que celle de Molière, Le Tartuffe, démontrait déjà que « l'habit ne fait pas le moine ».

### Imposture et droit
Dans tous les systèmes juridiques et depuis l'Antiquité, certaines formes d'impostures, commerciales ou d'identité notamment sont interdites. En France, un amendement introduit dans la loi relative à la transition énergétique pour la croissance verte adoptée en 2015 fait juridiquement considérer l'obsolescence programmée des produits comme une tromperie (application non-rétroactive).

### Imposture et techniques de communication
L'imposture est parfois liée à l'utilisation biaisée de certaines méthodes de communication. Le développement rapide d'Internet, des réseaux sociaux et des techniques actuelles de télécommunication mobiles (smartphones, tablettes tactiles) en ce domaine est ambivalent, comme l'était déjà la langue d'Ésope, il multiplie les possibilités de créer et diffuser des impostures, (internet, anonymat, pseudonyme et identité supposée), mais aussi celles de les détecter et de les dénoncer. Ainsi, Internet permet de créer le hoax ou canular informatique qui possède une valeur véridictoire parfois supérieure au canular strictement oral (« c'est écrit, c'est donc que c'est vrai »).
L'apparition de la télévision, et d'une manière générale à chaque fois qu'une technologie de communication surgit, a produit une série de mises en garde (voir 1984 de G. Orwell) et un sentiment de défiance tant du côté du pouvoir que du public, la télévision pouvant devenir le lieu d'imposture relevant de la manipulation.
Les techniques publicitaires : bien qu'ils souscrivent à une forme de déontologie, les publicitaires accordent à leurs discours un statut véridictoire dans la forme, la question du fond (ce produit fait-il des miracles ou non ? rend-il heureux ou non ?) tend, elle, à relever parfois de l'imposture, voire du mensonge assumé.

### Imposture et mise en scène
Plus généralement, le théâtre, et plus précisément la scène, est le lieu d'une représentation parfaitement codée pour un public : ce dernier se laisse mystifier par les artifices (comme le maquillage, les costumes, les décors tournants, les éclairages, etc.) et la dramaturgie (situations, mort simulée, scène d'amour ou de colère, etc.). Pirandello fut l'un des premiers à repenser la scène théâtrale par delà les frontières scène/publics, créant ainsi une illusion de confusion entre « le jeu » et « la vie réelle », faisant même croire à une forme d'improvisation.
En revanche, des compagnies professionnelles d'improvisation théâtrale se sont spécialisées dans la mise en scène d'impostures. Lors d'un repas dans un restaurant, vous pouvez très bien être servi par de faux-serveurs. « L'impro-sture » permet alors de surprendre et de tester les réactions des convives dans des situations souvent rocambolesques.
L'imposture a donc ici à voir avec le canular ou la blague, dûment préparé : si la fameuse Caméra invisible inventée à la fin des années 1950 considère la rue en tant que scène comique destinée à la télévision comme plus tard les impostures de Jean-Yves Lafesse (qui se sert aussi du téléphone, de l'annuaire et de la radiophonie), c'est pour produire un résultat comique : la confusion de la personne dupée, les mécanismes pour la tromper (scénario et improvisation).
Ces mécanismes étaient déjà largement connus et utilisés aux temps des foires et des marchés, et ce depuis le Moyen Âge où se formaient de multiples scènes occupées, outre par les comédiens, par les bonimenteurs, les charlatans, les montreurs d'ombres chinoises, les dompteurs, les illusionnistes, et plus tard dans le cadre des fantasmagories et des autres artifices illusionnistes : une partie du public savait distinguer le faux du vrai, une autre servait de « gogo », une autre enfin était complice avec le producteur du spectacle.

### Duperie et recherche scientifique
Dans le milieu de la recherche scientifique, il existe différentes pratiques :
- l'escroquerie, comme l'invention des crânes de cristal, l'Homme de Piltdown, etc.
- la duperie : certains chercheurs prétendent valider l'usage en psychologie. Par exemple : les participants à une étude ne sont pas informés du thème traité car il est jugé trop sensible pour conserver l'authenticité (par exemple, étude sur le stress). Or, l'éthique et la déontologie exigent que les « cobayes » soient informés par la suite de la véritable nature de la recherche ou de l'expérience. La méthode du double aveugle est préconisée.
- le canular — en tant que tel — c'est-à-dire une farce visant à leurrer momentanément et à déclencher le rire, mais souvent avec celles-là sont mêlées de véritables tromperies visant à permettre à son ou ses auteurs d'en tirer gloire ou fortune, voire les deux[9].
- la falsification de résultats : statistiques détournées ou arrangées, témoignages écartés, faux diplômes ou certificats, pour produire des conclusions orientées ou attendues (dans le cadre de lobbying et d'enjeux financiers et industriels par exemple).
- Le jargon scientifique : emploi irraisonné et injustifié du vocabulaire technique d'une discipline dans un autre contexte ou en interdisciplinarité[10].

Il existe en cas de conflit ou de risque de conflit, et ce dans la plupart des secteurs de la recherche scientifiques, des comités d'éthique indépendants composés d'experts qui garantissent la probité des résultats.
Ne doit pas être confondu avec controverse scientifique.
.

### Imposture sur l'identité ou l'âge d'une personne
Ces impostures sont variées :

#### Vol ou «emprunt» de l’identité d’une personne
- usurpation d'identité, par exemple pour une déclaration administrative ; ce phénomène délinquant est basé sur le vol et l'utilisation de vrais documents (carte d'identité, chéquier...) ou d'identifiants permettant l'accès à des systèmes bancaires ou administratifs en ligne. Rien qu'en France, on estime que 213 000 personnes en sont victimes chanque année[11]. Ces usurpations permettant de se livrer à diverses fraudes (sécurité sociale, assurance chômage...), le coût pour les États se chiffre en milliards d'euros.
- agriculteur se faisant passer pour son père, de même prénom, au décès de ce dernier, pour éviter les droits et autres problèmes de succession ;
- emprunt de l’identité d’une personne décédée dans des circonstances troublées (guerre, camp de prisonniers, destruction d'archives de l'état civil, migration, etc.)

#### Falsification de l'âge
- Sous-déclaration volontaire de l’âge,
  - pour « se rajeunir », cas célèbres de Joséphine de Beauharnais (qui se rajeunit de 5 ans), de Frida Kahlo (qui se rajeunit de 3 ans) ou de Karl Lagerfeld dont on a la quasi-certitude qu'il est né en 1933 mais qui crée volontairement le doute sur son année de naissance (il évoque 1935 ou 1938) et laisse fêter son 70e anniversaire en 2008, année de ses 75 ans ;
  - dans le monde sportif, pour faire accepter des sportifs dans une catégorie donnée (par exemple, très forts soupçons sur l'âge des plusieurs gymnastes chinoises dans les semaines précédant les Jeux olympiques de Pékin en 2008 ; certaines, notamment la double médaille d'or He Kexin, auraient eu moins des seize ans minimum exigés pour participer aux Jeux) ; des pratiques de falsification de l'âge de jeunes joueurs de football africains sont également évoquées[12]).
- Sur-déclaration volontaire de l’âge, par exemple pour permettre à une personne trop jeune d'être enrôlée dans l'armée ou à une personne pas assez âgée d'éviter la conscription ou la mobilisation. En 2018, des ONG italiennes ont accusé la police française d'avoir falsifié les âges de jeunes migrants pour faire de mineurs des majeurs et ainsi pouvoir les refouler vers l'Italie[13].
- Évitement de certaines combinaisons de chiffres par superstition dans certaines cultures ou par commodité, par exemple :
  - Préférence pour les âges se terminant par 0 ou 5 – par exemple quand la personne qui ignore son âge donne un nombre « arrondi » ou quand l’âge est déclaré par un membre de la famille.
  - Préférence pour les nombres d’années paires plutôt qu’impaires ;
  - Préférence pour les nombres d’années se terminant par certains chiffres (par exemple, 0, 2, 5 et 8).
  - Évitement de certains âges peu propices – par exemple, ceux se terminant par le chiffre 4.
- Exagération de l’âge chez les personnes âgées dans certaines populations. Dans certaines cultures, cette exagération est presque systématique chez les personnes illettrées. On trouve aussi des cas d’exagération de l’âge chez certains adolescents. Des jeunes ayant falsifié leur âge (pour avoir accès à un emploi, pour servir sous les drapeaux, etc.) peuvent conserver leur « nouvel âge » toute leur vie.

## Au cinéma et à la télévision
L'imposture sert de thème à de nombreux films et séries. Citons par exemple :
- Un héros très discret (1996), un homme se fait passer pour un héros de la Résistance française.
- Arrête-moi si tu peux (2002), d'après une histoire vraie, celle de Frank Abagnale Junior.
- Imposture (2005), l'histoire d'un professeur qui s’approprie le manuscrit d'une de ses élèves.
- Tromperie, titre québécois du film Manipulation (2008), un homme emprunte l'identité d'un autre après un échange accidentel de portable.
- Mad Men (série), où le publicitaire Don Draper a usurpé, au cours de son service militaire, l'identité de son supérieur, mort au combat. Il vit depuis lors sous le patronyme de ce dernier.
- Banshee (série), ou un homme tout juste sorti de prison prends l'identité du tout nouveau sherrif d'une petite ville.
- Imposteur est un court métrage d'Elie Chapuis en 2013

Il existe aussi de faux films ou metteurs en scène. Il s'agit là de supercheries. Il ne faut pas confondre avec le « mockumentary » (parodie de documentaire) par exemple Borat. Pour citer un cas français de metteur en scène qui n'a jamais existé : Maurice Burnan dont une filmographie est publiée par la revue Positif en 1960 à la suite d'une remarque d'André Bazin en 1947 (in La Revue du cinéma), laquelle publiera même des photogrammes présentés comme tirés de ses prétendus films, créant ainsi un mythe.

## Imposture en littérature
Dans le domaine de la production de textes (sous différentes formes) principalement la fiction et l'essai.
Il faut distinguer :
- la supercherie : par exemple une fiction jouant avec les codes de l'essai, les mystifications (qui constitue bien souvent une blague ou une façon de duper un groupe), l'auteur inventé par plusieurs écrivains, la fiction bidonnée par collage avec emprunts de textes écrits par d'autres dans le cadre d'un canular, fiction sous pseudonyme, etc.[16] ;
- le plagiat pur et simple, assimilé au vol d'une œuvre protégée par la propriété intellectuelle ;
- et l'imposture proprement dite, qui, si elle n'est parfois pas réprimée par la loi, porte atteinte sur le plan moral, aux usages littéraires, au contrat tacite qui lie un auteur à son public.

Supercherie et imposture se dénoncent. La première tient plus du jeu littéraire, de la blague ; la deuxième prend une dimension souvent scandaleuse et péjorative, comme le font Le Talmud démasqué, une fausse enquête lituanienne de 1892, fréquemment diffusée au long du XXe siècle,, ou visant le même sujet d'opprobre, Les Protocoles des Sages de Sion, inventés par la police secrète russe en 1903 et devenus un best-seller à l'échelle internationale, ouvrages demeurant populaires à ce jour dans les milieux antisémites et également dans ceux qui ne veulent pas l'être ou le paraître,.
Une supercherie qui ne saurait cesser de l'être peut se voir qualifier a fortiori d'imposture : la supercherie est le processus, la construction littéraire et intellectuelle qui mène au résultat, un texte, bien souvent une œuvre de création à part entière. L'imposture, sans nier la part créative qui la sous-tend, met en jeu la tromperie à des fins pécuniaires et/ou idéologico-politiques aux conséquences parfois dramatiques d'un point de vue social et économique, qui déborde largement le domaine littéraire. Parmi les impostures et supercheries littéraires célèbres, on peut citer Vie et mort d'Émile Ajar, alias Romain Gary, La vie sexuelle de Kant de Botul, l’œuvre de Judith Forest, auteure supposée (en réalité William Henne, Xavier Löwenthal et Thomas Boivin) ou encore Frantico.
Enfin, il faut distinguer l'imposture (l'acte vicié, le fait constaté), du sentiment d'imposture : très ténu, ce sentiment affecte toute personne en proie au doute quant à ses fonctions (son statut), son rôle, son humanité même. De très nombreux personnages de fictions se caractérisent par un « sentiment d'imposture », comme le scribe Bartleby d'Herman Melville, Joseph K. dans Le Procès de Kafka ou l'avocat dans La Chute d'Albert Camus, par exemple. Ce sentiment s'apparente au syndrome de l'imposteur.

## Imposture dans les bandes-dessinées et manga
- Dans le manga Naruto, le personnage d'Obito Uchiwa (qui est prétendu mort) se fait passer pour Madara Uchiwa pendant une grande partie de l'histoire.

## Faux témoignages
- En Allemagne
  - En 1983, Konrad Kujau a réussi à vendre les faux Carnets d'Hitler.
- Aux États-Unis
  - Le livre Mille morceaux fut présenté comme témoignage autobiographique d'un toxicomane mais ce révéla être une fiction signée James Frey après que 3 millions d'exemplaires furent vendus.
  - Le récit autobiographique de J.T. LeRoy, jeune prostitué travesti, paru en 2000 s'est avéré une œuvre de fiction écrite à plusieurs mains. J.T. LeRoy (un pseudonyme) n'est même pas l'auteur d'une seule ligne du livre et l'histoire est une invention[22].
  - Le récit autobiographique de Misha Defonseca, Survivre avec les Loups, une petite fille juive qui traverse l'Europe à la recherche de ses parents déportés et est recueillie par des loups s'avèrera être une fiction. Le livre a pourtant connu un large succès en Europe et a fait l'objet d'une adaptation cinématographique. Le mensonge aura duré 11 ans.
- Australie
  - En 1993, Helen Demidenko publiera un témoignage sur deux frères ukrainiens enrôlés dans les SS, qui se seraient réfugiés en Australie. Le récit est plusieurs fois primé puis une enquête révèle que tout a été inventé.
- France
  - En 1885, les Lettres de l’Inde, écrites par Octave Mirbeau depuis la France.
- Suisse
  - Binjamin Wilkomirski raconte ses souvenirs d'enfance dans le camp de Majdanek, en Pologne, pendant la Seconde Guerre mondiale dans un livre paru en 1995. Le livre sera traduit dans une douzaine de langues et recevra même un prix littéraire aux États-Unis. Une enquête là aussi démontrera que l'auteur a menti.

## Quelques impostures célèbres
- Charles d'Éon de Beaumont
- Affaire Sokal
- Affaire Barry Landau

## Sélection d'ouvrages
- Philippe Di Folco, Plagiats et impostures littéraires d'hier et d'aujourd'hui, Éditions Écriture / L'Archipel, 2022,  (ISBN 978-2359053593).
- Gilles Harpoutian, La Petite histoire des grandes impostures scientifiques, Paris, Éditions du Chêne, 2016  (ISBN 2812314206)
- Philippe Di Folco, Petit traité de l'imposture, Paris, Larousse, coll. Philosopher, 2011.
- Jacques Finné, Des mystifications littéraires, Paris, José Corti, coll. Les Essais, 2010.
- Aleksandra Kroh, Petit traité de l'imposture scientifique, Paris, Belin, coll. Pour la Science, 2009.
- Andrée Bauduin, Psychanalyse de l'imposture, Paris, PUF, coll. Le fil rouge, 2007.
- Philippe Di Folco, Les Grandes Impostures littéraires, Écriture, 2006.
- Belinda Cannone, Le Sentiment d'imposture, Paris, Calmann-Lévy, 2005.
- François de Closets et Bruno Lussato, L'Imposture informatique, Paris, Fayard, 2001.
- Michel de Pracontal, L'Imposture scientifique en dix leçons, Paris, La Découverte, coll. « Sciences et société », 2001, 335 p. (ISBN 2-7071-3293-4, OCLC 46676918)
- Actes du colloque, organisé sous l'égide de La Libre Pensée, sous la direction de Jacques Dubessy et de Guillaume Lecointre, le 29/12/2000 : Collectif, Intrusions spiritualistes et impostures intellectuelles en sciences, Paris, Éditions Syllepse, coll. « Matériologiques », 2001, 399 p. (ISBN 978-2-913165-67-0). Préface de Jacques Bouveresse.
- Jacques Bouveresse, Prodiges et vertiges de l'analogie. De l'abus des belles-lettres dans la pensée, Raisons d'Agir, 1999.
- Impostures intellectuelles, de Jean Bricmont et Alan Sokal, critique de la philosophie postmoderne des sciences à travers sa rhétorique (1997)
- [Humour] Jean-Yves Lafesse, Petit précis de l'imposture, Paris, J'ai Lu, 1996.
- [Polémique] L'Effroyable Imposture, livre polémique sur les attentats du 11 septembre 2001
- Karol Beffa, Parler, Composer, Jouer. Sept leçons sur la musique, Paris, Seuil, 2017, chapitre "Musique et imposture".
- Jean Baudrillard, Simulacres et simulation, Paris, Galilée, 1981

### Vidéographie
- Roland Gori ; Conférence universitaire, filmée : La Fabrique des Imposteurs, mis en ligne le 10 septembre 2014